# 福音伝道
福音伝道（ふくいんでんどう、ラテン語: Evangelium、英語: Christian mission）は伝道活動を意味し、本来ギリシア語であるが、今日ではキリスト教の用語を指す場合が多く、本項目ではこれについて述べる。英語のミッションは、教会が設立される前の「伝道所」の意味でも使われる。

## キリスト教における福音伝道
キリスト教における福音伝道はノンクリスチャンに向けて行われる。単なる人為的な努力ではなく、そこには聖霊の働きがあるとされる。キリスト教徒はその目的を、キリスト教の神に従わない人々に神の国について知らせ、永遠の救いに与からせることとしている。福音伝道は新約聖書に記されたイエス・キリストの弟子たちへの大宣教命令に従うことによって行われる。キリスト教徒のコミュニティ、宣教団体で伝道に従事する者は伝道者として知られる。キリスト教のある伝統の中では伝道者は指導者の地位にあると考えられ、大きい集会や教会政治における説教が見出される。活発に福音伝道をするキリスト教徒のグループは伝道的として知られる。新しい地域や文化圏に、キリスト教信仰の交わりをもたらす働きは、しばしば福音宣教、特に世界宣教と呼ばれる。

### 福音伝道と福音伝道者の語源
福音伝道者の語はコイネーギリシャ語のεὐαγγέλιον (euangelion)、ラテン語のEvangeliumを経由した語から来る。四福音書の記者、マタイ、マルコ、ルカ、ヨハネは福音書記者と呼ばれる。ギリシャ語のεὐαγγέλιονは、良き知らせをもたらす使者に与えられる。（εὐ = 良き、αγγέλιον = 知らせをもってくる。）この言葉から現在のゴスペル（福音）の語がある。
現代英語の福音 (Gospel) は、古い英語の単語Godspellから来ている。古い英語でspellはwordを意味した。換言すればGodspellは、神の言葉を意味する。そのため福音は神の言葉の内に見出される良き知らせである。

### 福音伝道の理由
新約聖書によれば、イエス・キリストは地上における最後の日の間、弟子たちに次のように命令した。
またマルコによる福音書にはこう記録されている。
これが新約聖書にある、キリスト・イエスを信じるように、みなにその福音を宣べ伝えよという、神の命令のおもな二つの章句である。

## 伝道の3形
宣教学者ラルフ・ダナ・ウィンターは伝道を3型に区分している。ジョン・ストットはこのうち3がいちばん犠牲が多いと推測している。
1. 私たち自身の文化と言語圏内のもの
2. 類似した文化と言語を有する人々
3. 異文化圏での伝道

## 伝道種類
- 牧会伝道 - チャールズ・シメオン、トマス・チャーマズ、マーレイ・マクシェイン、チャールズ・スポルジョン、マーティン・ロイドジョンズ
- 文書伝道
- 家族伝道
- 児童伝道
- 個人伝道
- 大衆伝道 - ビリー・グラハム、中田重治、本田弘慈
- 訪問伝道
- 病床伝道
- 刑務所伝道 - 好地由太郎、多胡寅次郎
- 放送伝道 - 羽鳥明（太平洋放送協会）
- 映画伝道
- 演劇伝道
- 路傍伝道 - ジョン・ウェスレー、ウィリアム・ブース
- 天幕伝道
- 開拓伝道
- 力の伝道 - ピーター・ワグナー、ジョン・ウィンバー、チャールズ・クラフト